# Eurobowl 1994
Navigation
Édition précédente Édition suivante
L'Eurobowl 1994 est la 8e édition de l'Eurobowl.
Elle sacre les Anglais des London Olympians.

## Clubs de l'édition 1994
| Équipe                             | Nationalité |
| ---------------------------------- | ----------- |
| Castors-Sphinx du Plessis-Robinson | France      |
| Lions de Bergame                   | Italie      |
| London Olympians                   | Royaume-Uni |
| Raiders de La Haye                 | Pays-Bas    |
| Helsinki East City Giants          | Finlande    |
| Limhamn Griffins                   | Suède       |
| Cowboys de Munich                  | Allemagne   |
| Copenhagen Towers                  | Danemark    |

## Quarts de finale
| Date | Home                      | Score   | Away                      |
| ---- | ------------------------- | ------- | ------------------------- |
| ?    | Lions de Bergame          | 23 - 20 | Castors-Sphinx du Plessis |
| ?    | London Olympians          | 52 - 8  | Raiders La Haye           |
| ?    | Helsinki East City Giants | 31 - 6  | Limhamn Griffins          |
| ?    | Cowboys de Munich         | 35 - 16 | Copenhagen Towers         |

## Demi-finales
| Date | Home             | Score   | Away                      |
| ---- | ---------------- | ------- | ------------------------- |
| ?    | Lions de Bergame | 25 - 18 | Cowboys de Munich         |
| ?    | London Olympians | 22 - 20 | Helsinki East City Giants |

## Finale
| Date | Vainqueur        | Score   | Perdant          |
| ---- | ---------------- | ------- | ---------------- |
| ?    | London Olympians | 26 - 23 | Lions de Bergame |

## Source
- (fr) Elitefoot
- (fr) Elitefoot